# Trichocerapoda strigata
Trichocerapoda strigata là một loài bướm đêm trong họ Noctuidae.